# غاري بول (لاعب كرة قدم)
غاري بول (بالإنجليزية: Gary Poole)‏ (11 سبتمبر 1967 في المملكة المتحدة - ) هو لاعب كرة قدم بريطاني في مركزي الدفاع والظهير. لعب مع برمنغهام سيتي وتشارلتون أثلتيك وتوتنهام هوتسبير وكامبريدج يونايتد ونادي بارنت ونادي بليموث أرجايل ونادي ساوثيند يونايتد.

## وصلات خارجية
- غاري بول على موقع قاعدة بيانات كرة القدم.إي يو (الإنجليزية)
- غاري بول على موقع Soccerbase.com (لاعب) (الإنجليزية)